# Jättaberget
Jättaberget är ett naturreservat i Ljungby kommun i Kronobergs län.
Naturreservatet ligger på sjön Unnens västra strand nordost om Lidhult. Jättaberget skyddades som domänreservat av dåvarande Domänverket 1951 och Ropareudden 1960. År 1996 ombildades det till ett naturreservat. Området är 37 hektar stort.

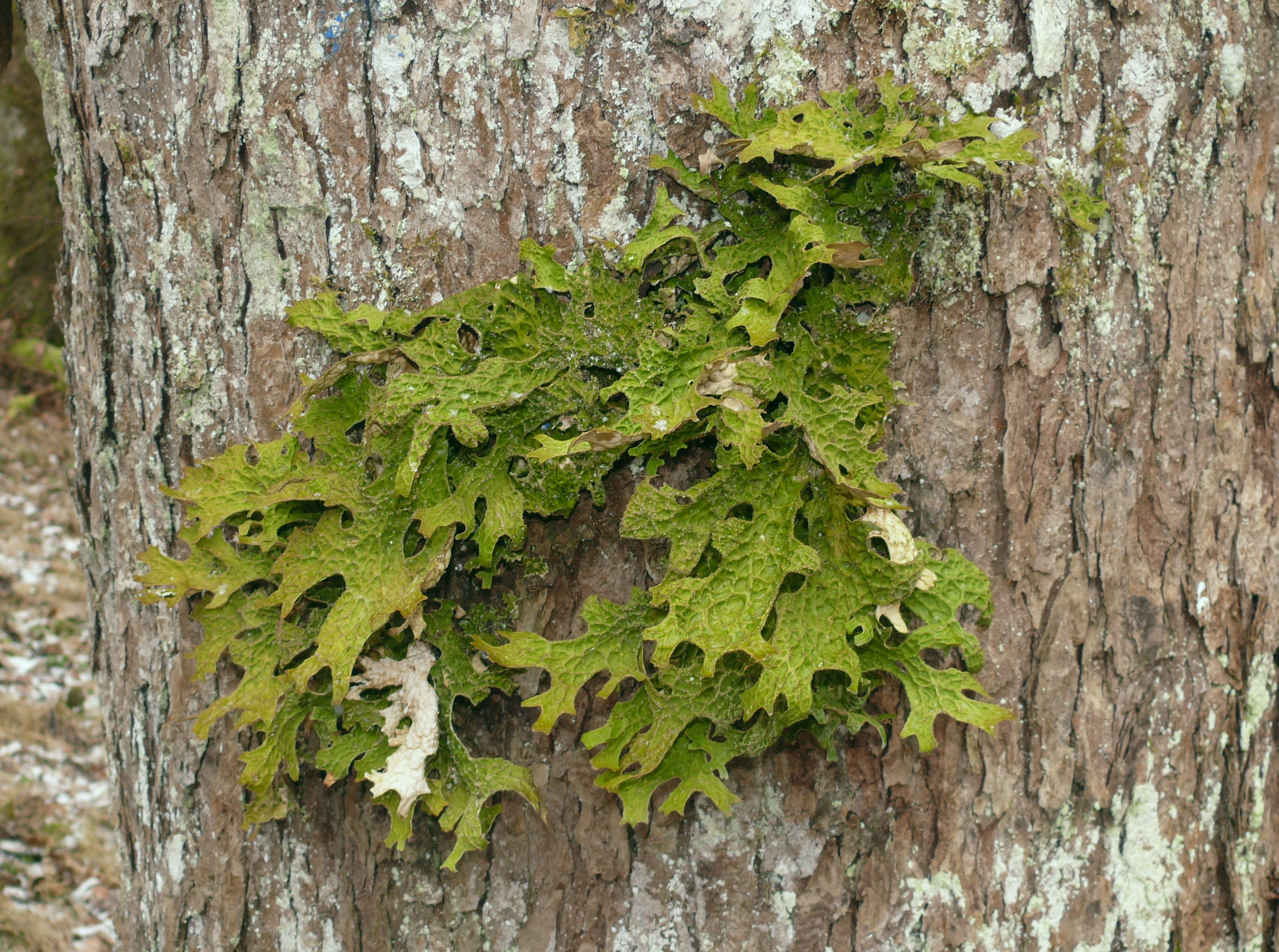
Lunglav

Jättaberget är en höjd som sluttar brant mot omgivningen. Ädellövskogen domineras av bok och finns en stor andel döda träd, både liggande, stående och högstubbar. 
Mellan Jättaberget och Ropareudden finns barrskog som på sikt kommer att ersättas av bokskog eller annan lövskog. 